# Pereto
Pereto är en ort och kommun i provinsen L'Aquila i regionen Abruzzo i Italien. Kommunen hade 653 invånare (2018).